# Air Travel (NZ)

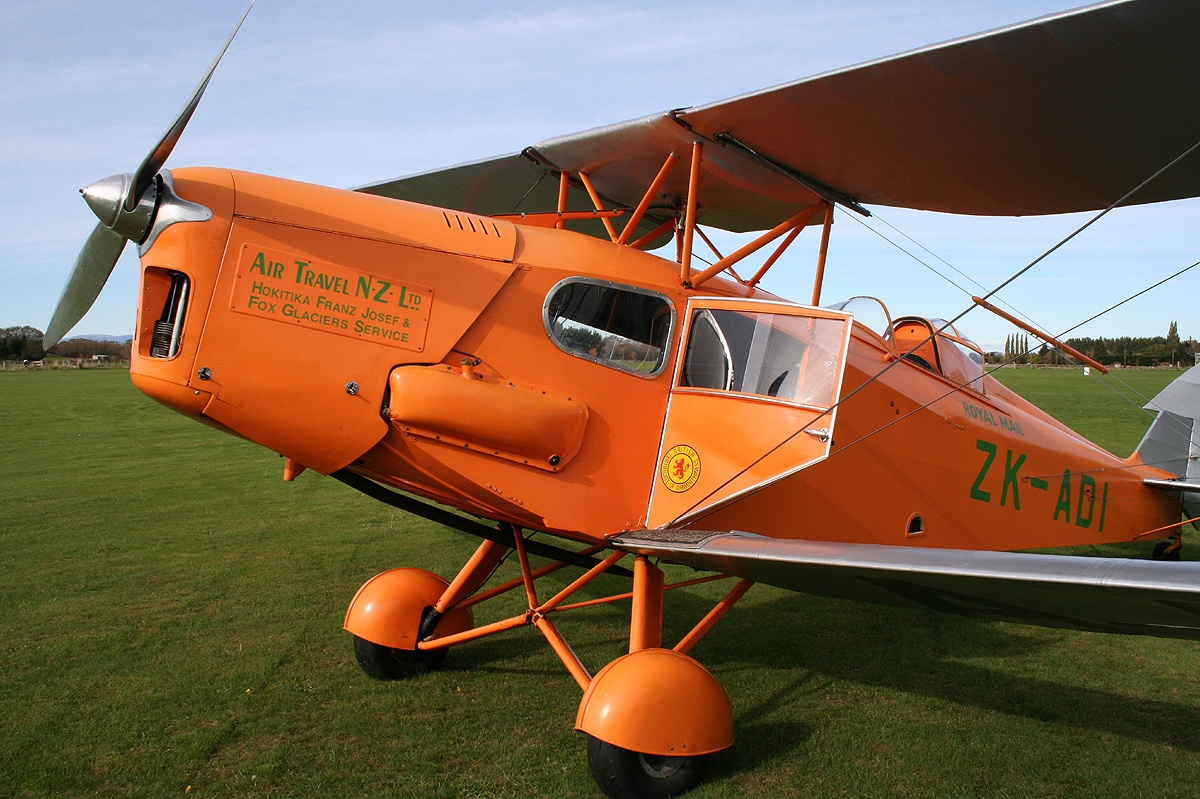
Die de Havilland Fox Moth ZK-ADI, das erste Flugzeug von Air Travel (NZ)

Air Travel (NZ) Ltd. war eine neuseeländische Fluggesellschaft mit Sitz in Christchurch und Basis in Hokitika, auf dem ehemaligen Southside Aerodrome. Air Travel war auch die erste Fluggesellschaft in Neuseeland, die Linienflüge und regelmäßigen Luftpostverkehr durchführte.
Die Gesellschaft wurde am 18. Mai 1934 durch den Flugpionier Bert Mercer (1886–1944) gegründet und nahm am 18. Dezember 1934 den Betrieb zur Beförderung von Post und Passagieren auf. Das Streckennetz verband viele Orte in der Region West Coast der Südinsel Neuseelands. Überregional bekannt wurde die Fluggesellschaft durch die von Touristen genutzten Verbindungen zum Franz-Josef-Gletscher und Fox-Gletscher.
Nach dem Zweiten Weltkrieg wurden alle neuseeländischen Fluggesellschaften verstaatlicht und in der 1947 gegründeten New Zealand National Airways Corporation zusammengeführt, womit der eigenständige Betrieb endete. Die Flugzeuge und Strecken wurden jedoch bis 1967 separat weiterbetrieben.

## Flotte
Der Flugbetrieb wurde mit einer de Havilland Fox Moth aufgenommen, 1935 kam eine zweite de Havilland Fox Moth hinzu – später auch Flugzeuge der Modelle de Havilland Dragon Rapide, de Havilland Dragon & de Havilland Dragonfly.

## South Westland Air Service Memorial
Am früheren Southside Aerodrome südlich des Hokitika River in Hokitika existierte eine kleine Gedenkstätte für die Geschichte des South Westland Air Services – auf einem Betonsockel mit Gedenkplatte ist ein Propeller angebracht, umgeben von drei Informationstafeln.

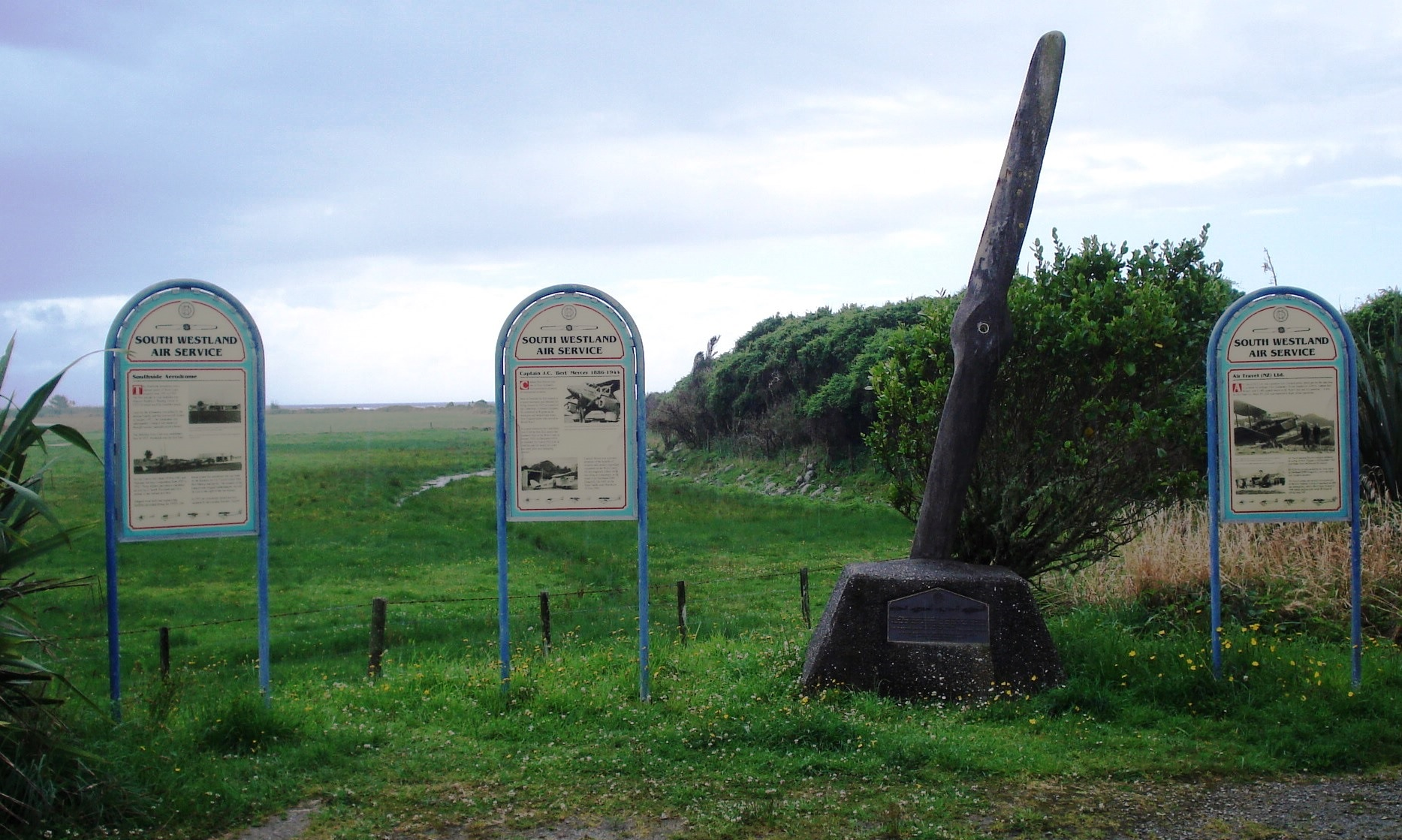
Das South Westland Air Service Memorial
Gedenkplatte am Sockel des South Westland Air Service Memorial
Informationstafel zum Southside Aerodrome
Informationstafel zu Air Travel (NZ)
Informationstafel zu Bert Mercer